# Alex Cappa
Pour les articles homonymes, voir Cappa.
(en) Statistiques sur pro-football-reference
Alex Cappa, né le 27 janvier 1995 à Dublin (Californie) en Californie, est un sportif professionnel américain de football américain jouant au poste d'Offensive guard dans la National Football League (NFL) depuis la saison 2018 et chez les Raiders de Las Vegas depuis la saison 2025.
Au niveau universitaire, il a joué pour les Lumberjacks de Humboldt State (en) (2013-2017) au sein de la Division II de la NCAA avant d'être sélectionné par la franchise des Buccaneers de Tampa Bay lors du 3e tour de la draft 2025 de la NFL. Avec Tampa Bay, il remporte le Super Bowl LV au terme de la saison 2020. Il rejoint ensuite les Bengals de Cincinnati en 2022, et les Raiders en 2025.